# Justin Bishop
Justin Patrick Bishop (Crawley, 8 novembre 1974) è un ex rugbista a 15 e allenatore di rugby internazionale per l'Irlanda proveniente dalla Gran Bretagna, che militò per tutta la sua carriera professionistica nei London Irish e fu in Nazionale irlandese dal 1998 al 2003.

## Biografia
Nato in Inghilterra ma di origine irlandese, Bishop iniziò a giocare a rugby a East Grinstead prima di entrare nella formazione dei London Irish nel 1994.
A livello giovanile militò nell'Inghilterra U-21 di Clive Woodward, ma quando si trattò di scegliere l'affiliazione a livello seniores optò per l'Irlanda, con  la quale esordì nel 1998 contro il Sudafrica a Bloemfontein.
Nel 1999 prese parte alla sua unica Coppa del Mondo, l'edizione che si tenne nel Regno Unito; nel 2002 vinse la Coppa Anglo-Gallese con i London Irish, contribuendo con due mete in finale alla vittoria contro il Northampton.
Nel 2004 fu invitato nei Barbarians ma a causa di un infortunio non poté rispondere all'invito; lo fece quattro anni più tardi, quando, da pochi mesi al Doncaster Knights dopo 13 stagioni ai London Irish, scese in campo contro il Bedford.
Dopo due anni e mezzo trascorsi da giocatore-allenatore del Doncaster dal 2012 Bishop è allenatore dell'East Grinstead, compagine delle sue origini nel South Yorkshire che milita in quinta divisione nazionale.

## Palmarès
- Coppe Anglo-Gallesi: 1
London Irish: 2001-02